# Distenia japonica
Distenia japonica es una especie de escarabajo longicornio del género Distenia, categorizada en la tribu Disteniini, de la orden Coleoptera. Fue descrita por Bates en 1873.

## Descripción
Mide 19-34 mm de longitud.

## Distribución
Se distribuye por Japón y Rusia.